# Malaxis lagotis
Malaxis lagotis är en orkidéart som först beskrevs av Heinrich Gustav Reichenbach, och fick sitt nu gällande namn av Carl Ernst Otto Kuntze. Malaxis lagotis ingår i släktet knottblomstersläktet, och familjen orkidéer.
Artens utbredningsområde är Costa Rica. Inga underarter finns listade i Catalogue of Life.